# Staten en territoria van Maleisië

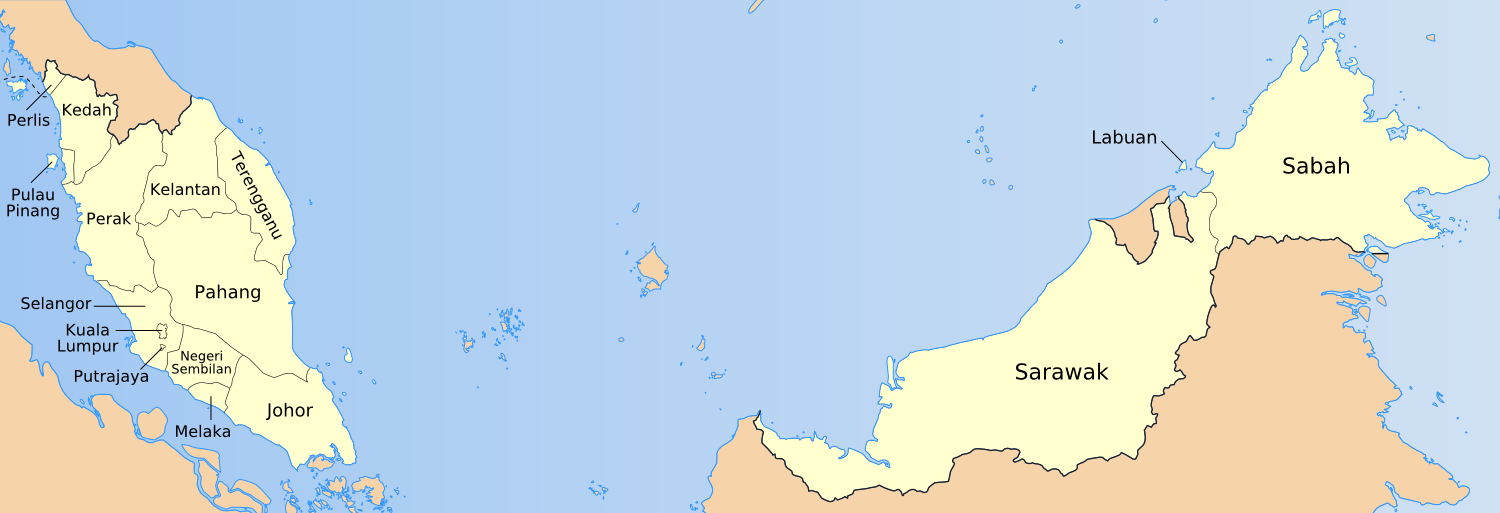
De staten en federale territoria van Maleisië

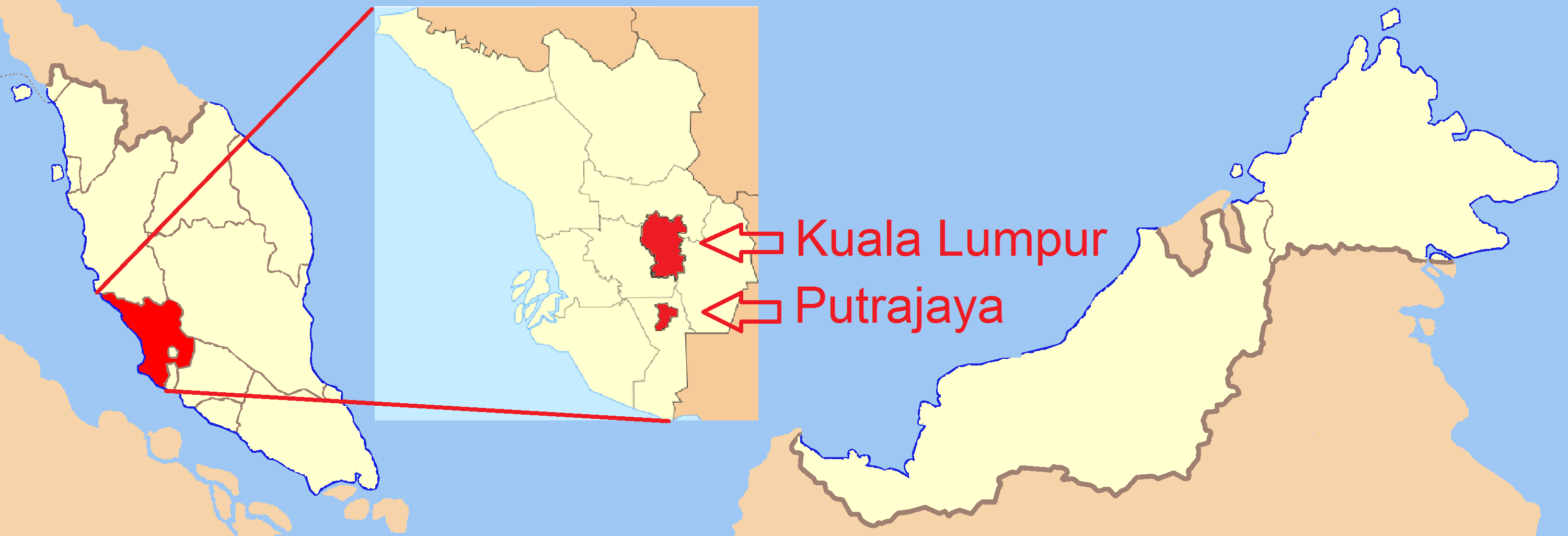
Maleisië met Selangor en Kuala Lumpur

Maleisië heeft een federale structuur en is opgedeeld in 13 deelstaten (negeri-negeri) en 3 federale territoria (wilayah-wilayah persekutuan).
| Vlag | Deelstaat of federaal territorium | Hoofdstad        | Oppervlakte in km² | Inwoners (2016) | Gebied        |
| ---- | --------------------------------- | ---------------- | ------------------ | --------------- | ------------- |
| Vlag | Johor                             | Johor Bahru      | 19.102             | 3.655.100       | West-Maleisië |
| Vlag | Kedah                             | Alor Setar       | 9.447              | 2.120.700       | West-Maleisië |
| Vlag | Kelantan                          | Kota Bharu       | 15.101             | 1.797.200       | West-Maleisië |
| Vlag | Kuala Lumpur (fed. terr.)         | Kuala Lumpur     | 243                | 1.787.200       | West-Maleisië |
| Vlag | Labuan (fed. terr.)               | Bandar Labuan    | 92                 | 97.800          | West-Maleisië |
| Vlag | Malakka                           | Malakka          | 1.652              | 901.700         | West-Maleisië |
| Vlag | Negeri Sembilan                   | Seremban         | 6.686              | 1.099.700       | West-Maleisië |
| Vlag | Pahang                            | Kuantan          | 35.840             | 1.628.100       | West-Maleisië |
| Vlag | Perak                             | Ipoh             | 21.038             | 2.483.000       | West-Maleisië |
| Vlag | Perlis                            | Kangar           | 818                | 251.000         | West-Maleisië |
| Vlag | Pulau Pinang                      | George Town      | 1.032              | 1.719.300       | West-Maleisië |
| Vlag | Putrajaya (fed. terr.)            | Putrajaya        | 49                 | 83.300          | West-Maleisië |
| Vlag | Sabah                             | Kota Kinabalu    | 73.904             | 3.813.200       | Oost-Maleisië |
| Vlag | Selangor                          | Shah Alam        | 7.931              | 5.411.324       | West-Maleisië |
| Vlag | Serawak                           | Kuching          | 124.451            | 2.741.000       | Oost-Maleisië |
| Vlag | Terengganu                        | Kuala Terengganu | 12.959             | 1.183.900       | West-Maleisië |

Singapore was een Maleisische staat bij de stichting van Maleisië op 16 september 1963 totdat het zich afscheidde van het land op 9 augustus 1965. Oorspronkelijk zou Brunei in 1984 ook toetreden tot de Maleisische Federatie.

## Staten en federale territoria in kaart
| Perlis Kedah Penang Kelantan Terengganu Perak Selangor Negeri Sembilan Malacca Johor Pahang Sarawak Sabah Labuan Kuala Lumpur Putrajaya West-Maleisië Oost-Maleisië (blauw) staten (rood) federale territoria Zuid-Chinese Zee Straat van Malakka Golf van Thailand Suluzee Celebes- zee Brunei Indonesië Singapore Thailand |